# Dongfeng Shuiku (reservoar i Kina, Yunnan)
Dongfeng Shuiku (kinesiska: 东风水库) är en reservoar i Kina. Den ligger i provinsen Yunnan, i den sydvästra delen av landet, omkring 79 kilometer söder om provinshuvudstaden Kunming. Dongfeng Shuiku ligger 1 682 meter över havet. Arean är 3,1 kvadratkilometer. I omgivningarna runt Dongfeng Shuiku växer i huvudsak blandskog. Den sträcker sig 3,9 kilometer i nord-sydlig riktning, och 4,6 kilometer i öst-västlig riktning.
Genomsnittlig årsnederbörd är 1 044 millimeter. Den regnigaste månaden är juni, med i genomsnitt 211 mm nederbörd, och den torraste är februari, med 12 mm nederbörd.